# Cienfuegos (banda)
Cienfuegos es una banda argentina de post punk, formada en  la localidad de Vicente López, en la provincia de Buenos Aires. Su actividad principal se desarrolló entre los años 1996 y 2007 y han editado tres discos de estudio y uno en vivo.

## Historia

### Prehistoria
La historia de la banda se remonta a la década del '80, cuando varios de sus integrantes tocaban bajo el nombre de Los Marginados, Los Pillos o Día D. En esos días solían compartir escenario con diversas bandas de la escena punk, como Los Violadores o Los Laxantes.

### Conformación de la banda
Durante fines de la década del '80 y comienzos de los '90, Sergio Rotman y Fernando Ricciardi se abocan principalmente a tocar respectivamente el saxofón y la batería en Los Fabulosos Cadillacs.
En 1995, Martín Aloé regresa de España (donde participaba en Lions In Love, junto a Daniel Melingo y Willy Crook). Ese año queda conformada la banda bajo la denominación de Cienfuegos, sumándose a la formación Diego Aloé.

### Disco debut
En diciembre de 1996, editan su primer disco, Cienfuegos, al que promocionan presentándose continuamente en vivo, incluyendo presentaciones en Cemento, junto a bandas como Attaque 77 y Todos Tus Muertos. Los cortes de difusión fueron «Llega el dolor» y «La eternidad». En este último tema participa como invitada Mimi Maura, esposa de Rotman y en «Moonage daydream» (cover de David Bowie); participa en coros y en guitarra, la cantante Érica García.
A mediados de 1997, luego de finalizada la grabación de Fabulosos Calavera, Sergio Rotman anuncia su desvinculación de Los Fabulosos Cadillacs, hablando de una "guerra de egos".
En ese año, se forma el proyecto musical de Mimi Maura, su esposa, donde tocan también integrantes de Cienfuegos y Los Fabulosos Cadillacs.
A mediados de año se presentan en "Buenos Aires No Duerme", abriendo el recital de Caballeros de la Quema.

### No sabe / No contesta
En 1998, sale el segundo disco de la banda, NS/NC cuyo corte fue «¿Querés saber lo que es estar muerto?». La versión del disco fue Once in a lifetime, una canción del grupo estadounidense de Talking Heads, adaptado al español, con la participación de Mimi Maura y del Chango Spasiuk. La producción se repartió, según los temas, entre la banda, Ricardo Mollo (de Divididos) y Gamexane (de Todos Tus Muertos).
Ese mismo año vuelven a presentarse en la nueva edición del festival de cultura joven "Buenos Aires No Duerme", abriendo el escenario para Catupecu Machu.
También fueron grupo soporte de Attaque 77, cuando éstos se presentaron en el gimnasio del Parque Sarmiento, presentando su disco Un día perfecto (U.D.P).

### Hacia el cosmos, hacia el infierno
En 1999, es el año del lanzamiento de su tercer disco, Hacia el cosmos, con un sonido más oscuro y producido enteramente por Ricardo Mollo. «Hacia el cosmos / hacia el infierno» y «Para mí que no estás bien», fueron los temas de difusión. La versión del disco fue «Love will tear us apart» de Joy Division.
Debido a la gira latinoamericana de Los Fabulosos Cadillacs, durante el año 2000 Ricciardi es reemplazado en vivo por Aitor Graña. Con esta formación realizan varios recitales, como uno en el Showcenter de Haedo, junto a Los 7 Delfines.

### Arresto de Sergio Rotman
En noviembre de 1999, se viviría un confuso episodio en un local llamado Raiders, cuando durante un procedimiento policial en los baños del local, Rotman fuese arrestado y demorado por catorce horas, junto al guitarrista de la banda de Charly García, llamado Javier Pedelaborde.

### Receso
Hacia fines del año 2000, se anuncia que la banda se tomaba un descanso por tiempo indefinido. Durante este periodo Rotman, Ricciardi y Martín Aloé se centran en tocar con Mimi Maura. Durante algunos recitales, era común escuchar al público clamar por Cienfuegos, frente a lo que Rotman fingía desentenderse.

### Regreso
La banda regresa en 2002, presentándose en primer lugar en La Falda Rock y posteriormente en Buenos Aires, en el boliche El Dorado.
Debido a la actividad de Mimi Maura, se presentan más espaciadamente que durante los ’90, principalmente en los locales Niceto o The Roxy.
En marzo de 2003, tocan en Hangar, en un festival del que participan Vía Varela, Los Natas y Pez. La banda de Rotman (que venían de tocar con Mimi Maura esa misma noche) cierra la noche casi a las cinco de la mañana.
Un show particular, fue el ofrecido en septiembre de dicho año en Cemento, durante un festival. Cienfuegos era el grupo encargado de cerrar el mismo, saliendo alrededor de las tres de la mañana. Cuando la banda llevaba unos 20 minutos de show, un corte de luz afectó a gran parte del barrio de Constitución, incluyendo Cemento. A la mitad de la interpretación de «Soñar, soñar (última tentación)» ,el lugar quedó a oscuras. Sin embargo, el baterista siguió tocando (ayudado por unas pequeñas luces de emergencia) y el público coreó la canción hasta el final.

### Disco en vivo
El 25 de junio de 2004, la banda se presenta en Niceto. La excusa formal fue la grabación de un esperado disco en vivo. Con un público que llenó el local de Palermo, interpretaron temas de sus tres álbumes. El disco tardaría en lanzarse, siendo editado recién hacia fines de 2005. El nombre del mismo era Veinticincoseisdosmilcuatro, en obvia referencia a la fecha de la grabación. El disco no contenía ninguna regrabación, excepto la introducción de «Llega el dolor», en donde alguien del público subió al escenario y tomó el micrófono.
Durante 2005 y 2006, se continúan presentando en vivo, generalmente en Niceto. En uno de dichos recitales, invitaron a un amigo presentado como “Willy”, quien era nadie más que Wallas, cantante de Massacre. En estos conciertos, comienzan a adelantar material de lo que podría ser un quinto disco del grupo.
A mediados de 2006, se presentan en la Rock & Pop, realizando un homenaje a la agrupación británica Joy Division. 
A fin de año tocan en La Trastienda cerrando el ciclo Late Buenos Aires.
En el verano de 2007, participan en dos fechas de los festivales de verano organizados por el gobierno de la Ciudad de Buenos Aires. Una de ellas fue al lado del Planetario, abriendo la jornada antes de Pez y Massacre. Al mes siguiente, en el anfiteatro del Parque Sarmiento realizarían otro show junto a Charly 16.

### Separación
Durante estos shows de verano, el malestar entre los miembros de la banda fue en aumento, fundamentalmente entre Mimi Maura y Martín Aloé.
En mayo de 2007, realizan dos conciertos en el Salón Pueyrredón. En la primera fecha, Sergio Rotman estuvo ausente durante gran parte del show, apareciendo recién para los bises. Martin Aloé se encargó de la mayoría de las voces. Para la segunda fecha, la banda se presentó en forma completa. Durante estas fechas, al repertorio habitual se sumaron algunos inéditos y varios temas que no figuraban en la lista, habitual de sus recitales, como «Corazón morado», «Ya me voy» o «Malambo y el fantasma».

### Post separación
Posterior a la separación, los hermanos Aloé forman una banda llamada Secundarios. Sergio Rotman y Ricciardi seguirían enfocados en Mimi Maura. En 2008 Rotman forma junto a su mujer, Gamexane y “el Ruso”  a Los Sedantes, una banda cuyo sonido remite al pop inglés de los años ’80, especialmente el de bandas como Joy Division o The Smiths. En 2010, Rotman, Ricciardi, el Ruso, Mimí Maura y Ariel Minimal forman El Siempreterno, con un sonido oscuro que recuerda a Cienfuegos, y que incluso en su repertorio figuran temas inéditos de la banda.
En 2011 los hermanos Aloé junto a Fernando Ricciardi y Hernan Bazzano regresan a los escenarios con DIA-D y editan un disco en 2012, "Lechiguanas". 

### Regreso
El 21 de noviembre de 2018, mediante la página en Facebook de la banda y "12 años después de su último show...", anuncian su regreso para un único concierto a realizarse el 6 de abril de 2019 en la sala Groove de Palermo. Las entradas se ponen a la venta un 28 de diciembre del mismo año y se agotan en escasos nueve días, el 6 de enero de 2019, marcando el deseo del público de ver nuevamente a la banda en vivo, por lo cual se agrega una segunda función.